# 松下 (名古屋市)
松下（まつした）は、愛知県名古屋市中川区の大字。現行行政地名は、富田町大字松下。現在、4つの小字が設置されている。

## 歴史

### 沿革
- 1878年（明治11年）12月28日 - 海東郡松下村が合併により、同郡正治村となる[3]。
- 1889年（明治22年）10月1日 - 合併により、旧松下村域が海東郡赤星村大字松下となる[3]。
- 1906年（明治39年）7月1日 - 合併により、海東郡富田村大字松下となる[3]。
- 1944年（昭和19年）2月11日 - 町制施行により、海部郡富田町大字松下となる[3]。
- 1955年（昭和30年）10月1日 - 合併により中川区富田町大字松下となる[3]。
- 1982年（昭和57年）10月10日 - 一部が中川区服部一丁目・服部二丁目にそれぞれ編入される[3]。
- 1983年（昭和58年）11月13日 - 一部が中川区服部一丁目に編入される[3]。
- その他、中川区東春田一丁目・吉津二丁目・吉津三丁目・吉津四丁目・吉津五丁目・富田町大字万場にそれぞれ編入される[3]。